# Teauotonga
Inscrits : - (2006)
Teauotonga est une ancienne circonscription électorale des îles Cook située sur l'île de Rarotonga. Ses frontières correspondaient à celle du district d'Avarua et de la tribu (vaka) éponyme de Teauotonga ainsi que de l'île de Palmerston. Étant la plus peuplée de l'archipel, la circonscription représentait 4 des 22 sièges de l'Assemblée législative des îles Cook. En d'autres termes chaque électeur avait la possibilité de voter pour quatre des candidats en lice. 
Le nouveau découpage électoral de 1981 subdivisa Teauotonga en quatre nouvelles circonscriptions (Tupapa-Maraerenga, Takuvaine-Tutakimoa, Avatiu-Ruatonga-Palmerston et Nikao-Panama) en s'appuyant cette fois-ci sur le découpage traditionnel du tapere (sous-tribus).